# 封州 (広東省)
封州（ほうしゅう）は、中国にかつて存在した州。隋代から明初にかけて、現在の広東省肇慶市一帯に設置された。

## 魏晋南北朝時代
523年（普通4年）、南朝梁により広州を分割して立てられた成州を前身とする。

## 隋代
589年（開皇9年）、隋が南朝陳を滅ぼすと、成州の属郡である梁信郡と蒼梧郡が廃止された。成州は封州と改称された。607年（大業3年）に州が廃止されて郡が置かれると、封州は蒼梧郡と改められ、下部に4県を管轄した。隋代の行政区分に関しては下表を参照。
| 隋代の行政区画変遷 | 隋代の行政区画変遷 | 隋代の行政区画変遷 | 隋代の行政区画変遷 | 隋代の行政区画変遷   | 隋代の行政区画変遷 | 隋代の行政区画変遷          |
| 区分               | 開皇元年           | 開皇元年           | 開皇元年           | 開皇元年             | 区分               | 大業3年                     |
| ------------------ | ------------------ | ------------------ | ------------------ | -------------------- | ------------------ | --------------------------- |
| 州                 | 成州               | 成州               | 湘州               | 広州                 | 郡                 | 蒼梧郡                      |
| 郡                 | 梁信郡             | 蒼梧郡             | 臨賀郡             | 晋康郡               | 県                 | 封川県 蒼梧県 封陽県 都城県 |
| 県                 | 梁信県 封興県      | 広信県 寧新県      | 封陽県             | 都城県 晋化県 威城県 | 県                 | 封川県 蒼梧県 封陽県 都城県 |

## 唐代
621年（武徳4年）、唐が蕭銑を滅ぼすと、隋の蒼梧郡封川県の地に封州が置かれた。742年（天宝元年）、封州は臨封郡と改称された。758年（乾元元年）、臨封郡は封州の称にもどされた。封州は嶺南道に属し、封川・開建の2県を管轄した。

## 宋代
宋のとき、封州は広南東路に属し、封川・開建の2県を管轄した。1137年（紹興7年）、封州は廃止され、属県の封川・開建の2県は徳慶府に編入された。1140年（紹興10年）、再び封州が置かれた。

## 元代以降
1279年（至元16年）、元により封州は封州路総管府と改められた。後に封州路は封州の称にもどされた。封州は江西等処行中書省に属し、封川・開建の2県を管轄した。
1369年（洪武2年）、明により封州は廃止され、属県の封川・開建の2県は徳慶州に編入された。